# Chandler David Owens
Chandler David Owens (* 1. Oktober 1931 in Birmingham, Alabama; † 6. März 2011 in Atlanta, Georgia) war ein US-amerikanischer Geistlicher und Leitender Bischof (Presiding Bishop) der Church of God in Christ (COGIC).
Zu Beginn seiner pastoralen Karriere war Owens in Newark, New Jersey an der Wells Cathedral COGIC aktiv. Eine Tätigkeit, die er die nächsten 33 Jahre ausübte, bis zu seinem Umzug in den Bundesstaat Georgia. Während seiner Zeit in New Jersey fungierte er ebenfalls als Jurisdictional Prelate der Third Ecclesiastical Jurisdiction.
Im Laufe der Jahre übte Owens verschiedene weitere Ämter innerhalb der Church of God in Christ aus, unter anderem war er für mehr als 35 Jahre (bis zu seinem Tod) Mitglied des General Board der Church of God in Christ und bekleidete von 1995 bis 2000 das Amt des Leitenden Bischofs. Owens war im April 1995 nach dem Tod von Bischof L. H. Ford von dem 12-köpfigen Board of Bishops bestimmt worden, bis zur nächsten regulären Wahl im November 1996 das Amt des Leitenden Bischofs auszuüben. Bei den Wahlen schließlich kandidierte er gegen Gilbert E. Patterson und gewann mit einer Stimme Vorsprung. Vier Jahre später kandidierte Patterson erneut, konnte diesmal mit Owens einen amtierenden Leitenden Bischof schlagen, was bis dahin einmalig in der Geschichte der COGIC war. Während seiner Amtszeit als Leitender Bischof setzte sich Owens für eine Rückkehr zu orthodoxeren Standpunkten innerhalb seiner Kirche ein. 
Des Weiteren war er von 1992 bis zu seinem Tod Pastor der Greater Community Church in Marietta sowie Jurisdictional Prelate des Central Georgia Ecclesiastical Jurisdiction.
Owens war verheiratet und hatte drei Kinder.